# Portel (Portugal)
Portel é uma vila portuguesa no distrito de Évora, estando integrada na sub-região Alentejo Central (NUT III) da região Alentejo (NUT II) com 2 411 habitantes (2021).
A vila de Portel é a sede do Município de Portel que tem 601,01 km² de área e 5 747 habitantes (2021) e está subdividido em 6 freguesias. O município é limitado a norte pelo município de Évora, a leste por Reguengos de Monsaraz, a sueste por Moura, a sul pela Vidigueira, a sudoeste por Cuba e a oeste por Viana do Alentejo.
Portel foi fundada em 1261, tendo recebido foral de concelho em 1262.

## História
Portel parece ter sido habitada por Romanos e porventura Fenícios, exploradores de minas de metais, e os seus vestígios ainda são visíveis no sítio dos Algares.
Foi habitado por árabes e mouros que deixaram como vestígios da sua presença as muralhas de taipa que já se encontram em ruínas.
Durante os períodos de guerra contra Mouros e Castelhanos os habitantes procuravam proteção dentro das muralhas do castelo vindo mesmo aí a fixar residência.
Com D. João I o medo bélico terminou e a vila precipitou-se a construir as suas habitações no sentido sul- norte em direção ao castelo.
Das habitações que se encontravam dentro do castelo pouco ou nada há a não ser ruínas e o relato da existência de três igrejas : de S. João, de S. Vicente e de S. Maria.
Em 1257, D. Afonso III, fez a primeira doação de Portel a D. João Peres de Aboim e o dotou de terras que iriam desde a Serra da Ossa até Marmelar.
Em 1261, D. Afonso III, ordenou a Pedro Moniz que reedificasse o Castelo e que fortificasse a vila de Portel.
Em 1262, D.João Peres de Aboim deu um foral aos povos das suas terras concedendo-lhes os foros e os costumes da Cidade de Évora.
Em 1268, Aboim deu ao Prior do Crato uma herdade dos seus domínios para fundar o Mosteiro de Vera Cruz de Marmelar que viria a ser concluída em 1281.
No Reinado de D. Dinis, este trocou Evoramonte e Mafra, por Portel, encorporando-o nos domínios da Coroa em 1305.
Com D. Pedro I, Portel viria a ser doado, em 1359, a Rui Martins Toscano e D. João II fez doação de Portel ao duque de Bragança tal como doou a coutada da vila a Duarte de Almeida.
Ao longo dos anos Portel continuou a ser doado ao duque de Bragança, tal aconteceu com D. João III, D. Sebastião e D. Filipe III.
Nesta área deteve a Ordem de Malta importantes bens. Razão pela qual o brasão de armas do município ostenta, no todo, a cruz oitavada daquela importante e antiquíssima Ordem Religiosa e Militar.
Entretanto, Portel é comarca desde 20 de Dezembro de 1890.

### Personalidades Ilustres
- Francisco Dias da Costa (advogado, político, jornalista e escritor).

## Freguesias

Freguesias do município de Portel.

O Município de Portel está dividido em 6 freguesias:
- Amieira e Alqueva
- Monte do Trigo
- Portel
- Santana
- São Bartolomeu do Outeiro e Oriola
- Vera Cruz

## Património
- Castelo de Portel
- Convento de São Francisco dos Capuchos da Piedade
- Ermidas de São Pedro[8]
- Igreja de Vera Cruz de Marmelar
- Torre de Val-Boim ou Torre de Vale Aboim ou Pomar de Vale de Boim
- Igreja Matriz de Nossa Senhora da Assunção

## Evolução da população do município
De acordo com os dados do INE o distrito de Évora registou em 2021 um decréscimo populacional na ordem dos 8.5% relativamente aos resultados do censo de 2011. No concelho de Portel esse decréscimo rondou os 10.6%. 
| Número de habitantes ★ | Número de habitantes ★ | Número de habitantes ★ | Número de habitantes ★ | Número de habitantes ★ | Número de habitantes ★ | Número de habitantes ★ | Número de habitantes ★ | Número de habitantes ★ | Número de habitantes ★ | Número de habitantes ★ | Número de habitantes ★ | Número de habitantes ★ | Número de habitantes ★ | Número de habitantes ★ | Número de habitantes ★ |
| ---------------------- | ---------------------- | ---------------------- | ---------------------- | ---------------------- | ---------------------- | ---------------------- | ---------------------- | ---------------------- | ---------------------- | ---------------------- | ---------------------- | ---------------------- | ---------------------- | ---------------------- | ---------------------- |
| 1864                   | 1878                   | 1890                   | 1900                   | 1911                   | 1920                   | 1930                   | 1940                   | 1950                   | 1960                   | 1970                   | 1981                   | 1991                   | 2001                   | 2011                   | 2021                   |
| 6495                   | 7016                   | 7551                   | 8095                   | 9201                   | 9587                   | 10491                  | 11546                  | 12249                  | 11627                  | 8880                   | 8306                   | 7525                   | 7109                   | 6428                   | 5747                   |

★ Número de habitantes "residentes", ou seja, que tinham a residência oficial neste município à data em que os censos  se realizaram.
| Número de habitantes por Grupo Etário ★★ | Número de habitantes por Grupo Etário ★★ | Número de habitantes por Grupo Etário ★★ | Número de habitantes por Grupo Etário ★★ | Número de habitantes por Grupo Etário ★★ | Número de habitantes por Grupo Etário ★★ | Número de habitantes por Grupo Etário ★★ | Número de habitantes por Grupo Etário ★★ | Número de habitantes por Grupo Etário ★★ | Número de habitantes por Grupo Etário ★★ | Número de habitantes por Grupo Etário ★★ | Número de habitantes por Grupo Etário ★★ | Número de habitantes por Grupo Etário ★★ | Número de habitantes por Grupo Etário ★★ |
| ---------------------------------------- | ---------------------------------------- | ---------------------------------------- | ---------------------------------------- | ---------------------------------------- | ---------------------------------------- | ---------------------------------------- | ---------------------------------------- | ---------------------------------------- | ---------------------------------------- | ---------------------------------------- | ---------------------------------------- | ---------------------------------------- | ---------------------------------------- |
|                                          | 1900                                     | 1911                                     | 1920                                     | 1930                                     | 1940                                     | 1950                                     | 1960                                     | 1970                                     | 1981                                     | 1991                                     | 2001                                     | 2011                                     | 2021                                     |
| 0-14 Anos                                | 2 603                                    | 3 190                                    | 3 030                                    | 3 295                                    | 3 513                                    | 3 330                                    | 2 974                                    | 2 225                                    | 1 778                                    | 1 322                                    | 1 024                                    | 801                                      | 666                                      |
| 15-24 Anos                               | 1 549                                    | 1 522                                    | 1 848                                    | 1 987                                    | 1 993                                    | 2 133                                    | 1 921                                    | 1 270                                    | 1 183                                    | 1 059                                    | 897                                      | 636                                      | 556                                      |
| 25-64 Anos                               | 3 529                                    | 3 838                                    | 3 875                                    | 4 591                                    | 5 260                                    | 5 710                                    | 5 763                                    | 4 530                                    | 3 987                                    | 3 618                                    | 3 487                                    | 3 218                                    | 2 868                                    |
| = ou > 65 Anos                           | 381                                      | 527                                      | 514                                      | 592                                      | 680                                      | 843                                      | 969                                      | 1 185                                    | 1 358                                    | 1 526                                    | 1 701                                    | 1 773                                    | 1 657                                    |

★★ De 1900 a 1950 os dados referem-se à população "de facto", ou seja, que estava presente no município à data em que os censos se realizaram. Daí que se registem algumas diferenças relativamente à designada população residente)

## Política

### Eleições autárquicas[11]
| Data | %            | V            | %     | V     | %              | V       | %              | V       | %              | V       | Participação   |                |
| Data | FEPU/APU/CDU | FEPU/APU/CDU | PS    | PS    | PPD/PSD        | PPD/PSD | CDS-PP         | CDS-PP  | PSD/CDS        | PSD/CDS | Participação   |                |
| ---- | ------------ | ------------ | ----- | ----- | -------------- | ------- | -------------- | ------- | -------------- | ------- | -------------- | -------------- |
| Data | 1976         | 56,76        | 3     | 36,45 | 2              |         |                |         |                |         |                | 72,18 / 100,00 |
| 1979 | 63,33        | 4            | 23,06 | 1     | 10,81          | -       | 79,02 / 100,00 |         |                |         |                |                |
| 1982 | 66,86        | 4            | 17,58 | 1     | 11,05          | -       | 73,97 / 100,00 |         |                |         |                |                |
| 1985 | 56,99        | 3            | 39,54 | 2     |                |         | 72,07 / 100,00 |         |                |         |                |                |
| 1989 | 50,36        | 3            | 46,42 | 2     | 72,34 / 100,00 |         |                |         |                |         |                |                |
| 1993 | 48,90        | 3            | 41,14 | 2     | 6,67           | -       | 73,92 / 100,00 |         |                |         |                |                |
| 1997 | 44,84        | 2            | 49,26 | 3     | 3,02           | -       | 73,93 / 100,00 |         |                |         |                |                |
| 2001 | 46,16        | 2            | 48,75 | 3     | 2,40           | -       | 75,98 / 100,00 |         |                |         |                |                |
| 2005 | 38,90        | 2            | 56,63 | 3     | 1,73           | -       | 0,37           | -       | 74,32 / 100,00 |         |                |                |
| 2009 | 31,24        | 1            | 65,59 | 4     |                |         | 1,04           | -       | 73,94 / 100,00 |         |                |                |
| 2013 | 30,54        | 1            | 64,67 | 4     | CDS-PP         | CDS-PP  | PPD/PSD        | PPD/PSD | 1,82           | -       | 71,27 / 100,00 |                |
| 2017 | 30,63        | 1            | 63,74 | 4     | CDS-PP         | CDS-PP  | PPD/PSD        | PPD/PSD | 2,48           | -       | 70,46 / 100,00 |                |
| 2021 | 37,23        | 2            | 56,67 | 3     | 3,83           | -       |                |         |                |         | 70,81 / 100,00 |                |

### Eleições legislativas
| Data | %     | %     | %     | %    | %     | %        | %     | %     | %    | %     | %    | %   | %       | % | %  | %  |
| Data | PCP   | PS    | PSD   | CDS  | UDP   | APU/ CDU | AD    | FRS   | PRD  | PSN   | BE   | PAN | PSD CDS | L | CH | IL |
| ---- | ----- | ----- | ----- | ---- | ----- | -------- | ----- | ----- | ---- | ----- | ---- | --- | ------- | - | -- | -- |
| 1976 | 53,77 | 27,79 | 6,01  | 3,91 | 1,76  |          |       |       |      |       |      |     |         |   |    |    |
| 1979 | APU   | 14,85 | AD    | AD   | 1,25  | 58,31    | 19,13 |       |      |       |      |     |         |   |    |    |
| 1980 | APU   | FRS   | AD    | AD   | 0,45  | 57,10    | 22,98 | 14,11 |      |       |      |     |         |   |    |    |
| 1983 | APU   | 18,79 | 13,51 | 2,07 | 0,50  | 59,03    |       |       |      |       |      |     |         |   |    |    |
| 1985 | APU   | 15,23 | 12,55 | 1,44 | 0,89  | 54,68    | 9,18  |       |      |       |      |     |         |   |    |    |
| 1987 | CDU   | 15,56 | 23,46 | 1,36 | 0,42  | 49,43    | 3,67  |       |      |       |      |     |         |   |    |    |
| 1991 | CDU   | 25,75 | 24,28 | 2,15 |       | 38,87    | 0,54  | 0,95  |      |       |      |     |         |   |    |    |
| 1995 | CDU   | 39,08 | 12,61 | 1,93 | 0,67  | 41,17    |       |       |      |       |      |     |         |   |    |    |
| 1999 | CDU   | 43,93 | 10,89 | 1,77 |       | 37,72    | 0,21  | 0,54  |      |       |      |     |         |   |    |    |
| 2002 | CDU   | 45,47 | 14,46 | 2,34 | 32,96 |          | 0,93  |       |      |       |      |     |         |   |    |    |
| 2005 | CDU   | 50,85 | 7,73  | 1,56 | 33,23 | 2,37     |       |       |      |       |      |     |         |   |    |    |
| 2009 | CDU   | 41,13 | 8,69  | 3,19 | 34,27 | 7,77     |       |       |      |       |      |     |         |   |    |    |
| 2011 | CDU   | 35,01 | 15,44 | 5,04 | 32,73 | 4,51     | 0,22  |       |      |       |      |     |         |   |    |    |
| 2015 | CDU   | 46,51 | CDS   | PSD  | 30,89 | 5,86     | 0,33  | 10,82 | 0,15 |       |      |     |         |   |    |    |
| 2019 | CDU   | 45,26 | 6,30  | 1,26 | 30,63 | 6,16     | 1,37  |       | 0,28 | 2,21  | 0,32 |     |         |   |    |    |
| 2022 | CDU   | 49,34 | 10,27 | 0,54 | 25,01 | 2,40     | 0,71  | 0,24  | 8,25 | 1,25  |      |     |         |   |    |    |
| 2024 | CDU   | 37,29 | AD    | AD   | 21,86 | 11,24    | 3,55  | 0,76  | 1,31 | 18,40 | 1,79 |     |         |   |    |    |